# Acanthonevra ceramensis
Acanthonevra ceramensis är en tvåvingeart som först beskrevs av de Meijere 1913.  Acanthonevra ceramensis ingår i släktet Acanthonevra och familjen borrflugor. Inga underarter finns listade i Catalogue of Life.